# (2762) Fowler
(2762) Fowler (1981 AT; 1930 YM; 1935 FH; 1942 EE; 1949 AD; 1956 AD; 1974 DB2) ist ein ungefähr vier Kilometer großer Asteroid des inneren Hauptgürtels, der am 14. Januar 1981 vom US-amerikanischen Astronomen Edward L. G. Bowell am Lowell-Observatorium, Anderson Mesa Station (Anderson Mesa) in der Nähe von Flagstaff, Arizona (IAU-Code 688) entdeckt wurde.

## Benennung
(2762) Fowler wurde nach dem Physiker und Astronomen für theoretische Astrophysik Ralph Howard Fowler (1889–1944) aus dem Vereinigten Königreich benannt. Zu seinen Entdeckungen gehört der Zustand des Materials von Weißen Zwergen. Nach Fowler wurde ebenfalls ein Mondkrater benannt.